# Rivière Missisicabi Ouest
Pour les articles homonymes, voir Missisicabi.
La rivière Missisicabi Ouest est une rivière québécoise, affluent de la rivière Missisicabi laquelle va se déverser sur la rive sud ontarienne de la baie James. La rivière Missisicabi Ouest coule vers le nord-ouest dans la municipalité de Eeyou Istchee Baie-James, dans la région administrative du Nord-du-Québec, au Québec, au Canada.

## Géographie
Les bassins versants voisins de la rivière Missisicabi Ouest sont :
- côté nord : rivière Missisicabi ;
- côté est : rivière Miskwatik, rivière Obamsca, rivière Missisicabi Est, rivière Kitchigama ;
- côté ouest : rivière Kamutataukach, rivière Joncas, rivière des Aulnes, rivière Harricana.

La rivière Missisicabi ouest prend sa source d'un ensemble de ruisseaux situés au sud du lac Tissot, à l'est de la rivière Harricana, au nord du lac Claude, à l'est de la réserve de biodiversité projetée des Collines de Muskuchii, à l'ouest du lac Lucie qui est le lac de tête de la rivière Missisicabi Est.
Dans son cours vers le nord, la rivière Missisicabi Est est entourée de zones de marais. À partir d'un petit lac sans nom, la rivière coule vers le nord sur 19,9 km jusqu'à la rive est du lac Tissot ; dans ce segment, la rivière est entrée par le sud de la Réserve de biodiversité projetée de la Plaine de la Missisicabi. Le courant traverse le lac Tissot sur 3,3 km vers le nord. Puis, la rivière se dirige sur 1,4 km vers le nord jusqu'à la décharge du lac Pauli qui recueille les eaux du ruisseau Chimuchishisapich (venant du sud-ouest).
De là, la rivière poursuit sur 22,4 km vers le nord-ouest jusqu'à la limite ouest de la Réserve ; près du lac Chwach Kaustat, la rivière se réoriente vers le nord, où elle parcourt 7,6 km jusqu'à la décharge du lac Episkwatikach. Puis, le cours se continue sur 12,9 km vers le nord en recueillant les eaux de la rivière Yapeutihkw et de la rivière Miskwatik dont l'embouchure est située à 1,3 km au sud-ouest de la confluence des rivières Missisicabi Est et Ouest.
Finalement, la rivière Missisicabi débute à la confluence de la rivière Missisicabi Ouest et de la rivière Missisicabi Est. Dans le dernier segment de son parcours, la rivière Missisicabi Ouest passe du côté est des collines Shapayaw, Shapayash et Kaminasach.

## Toponymie
Le toponyme Missisicabi est utilisé pour décrire la rivière principale ainsi que ses affluents ouest et est.
Le toponyme Rivière Missisicabi ouest a été officialisé le 5 décembre 1968 à la Banque des noms de lieux de la Commission de toponymie du Québec.